# Erwin Machtlinger
Erwin Maximilian „Machti“ Machtlinger (* 7. April 1965) ist ein österreichischer Motocross-Fahrer und 19-facher österreichischer Motocross-Staatsmeister. Machtlinger, der zumeist Honda fuhr, war bis Mitte der 2000er Jahre aktiv, zog sich daraufhin weitgehend aus dem aktiven Wettkampfsport zurück und ist heute (Stand: 2023) als Motorrad-Instruktor beim ÖAMTC tätig.

## Karriere
Erwin Machtlinger wurde am 7. April 1965 geboren, wuchs in Taiskirchen im Innkreis auf, wo er auch die Volks- und die Hauptschule besuchte. Bis er 18 Jahre alt war, spielte er Fußball beim örtlichen Fußballverein, der Union Taiskirchen, beendete daraufhin jedoch seine Amateurkarriere als Fußballspieler und wandte sich erst mit 18 Jahren dem Motocross-Sport zu.
Vor allem ab den 1990er Jahren war Machtlinger einer der erfolgreichsten Motocross-Fahrer des Landes und trat zudem in zahlreichen internationalen Rennen in Erscheinung. Mit seinen 19 Staatsmeistertiteln – je nach Zählung werden auch 20 oder 21 Titel, manchmal auch 18 Titel genannt – gilt Machtlinger bis heute (Stand: 2023) als österreichischer Rekordmeister im Motocross-Sport. 1999 wurde er zudem Tschechischer Staatsmeister. Während seiner Karriere fuhr er nicht nur für Österreich, sondern auch für ein italienisches Team. Zu seinen Erfolgen bei den Motocross-Weltmeisterschaften zählen unter anderem ein zwölfter Platz in der 125-cm³-Klasse bei der Motocross-Weltmeisterschaft 1990 oder ein zwölfter Platz in der 500-cm³-Klasse bei der WM 1996. Ebenfalls in der 500-cm³-Klasse wurde er 15. bei der Weltmeisterschaft 1997, Neunter bei der WM 1998, 13. bei der WM 1999, Zehnter bei der WM 2000 oder 18. bei der WM 2001. Das beste WM-Laufergebnis hatte er mit einem zweiten Platz beim Grand Prix von Luxemburg. Im Laufe seiner Karriere erreichte Machtlinger zusammengefasst 743 WM-Punkte. Außerdem wurde er dreimal zum Motorsportler des Jahres in Österreich gewählt; 1989 und 1990 als Motorradsportler des Jahres und 2004 zum Motorsportler des Jahres. Einer der Wegbereiter seiner Karriere war der ehemalige Motorradrennfahrer und späterer Honda-Techniker Eduard Stöllinger.
Nachdem er Anfang September 2004 beim WM-Lauf in Schwanenstadt seine internationale Karriere beendet hatte, endete Mitte Oktober 2004 mit den Läufen in Hochneukirchen auch Machtlingers Karriere auf nationaler Ebene. Mit dem Staatsmeistertitel in der 125-cm³-Klasse holte er sich dabei noch seinen letzten Staatsmeistertitel. Neben seinen 19 Staatsmeistertiteln wurde er auch achtmal Vizemeister. Im Laufe seiner Karriere zog er sich über 40 Knochenbrüche zu.
Mit seiner Ehefrau Bettina hat der gelernte Tischler die beiden Kinder Ines (* 1999) und Lukas (* 1996). In seiner Freizeit betreibt Machtlinger viel Sport, wie etwa Radfahren, Laufen, Wandern oder Skifahren. Wie auch sein Sohn gehört er heute (Stand: 2023) als Skifahrer dem SC Union Hohenzell an. Sowohl Sohn als auch Tochter sind als Fußballspieler aktiv. Seit Anfang der 2000er Jahre lebt Machtlinger mit seiner Familie in St. Marienkirchen am Hausruck, von wo aus er auch sein Kleinstunternehmen Machti’s Bike Shop betreibt bzw. betrieb. Davor lebte er auch einige Zeit in Ried im Innkreis. Sein 14 Jahre jüngerer Bruder Kurt (* 1979) war ebenfalls viele Jahre als Motocross-Fahrer aktiv.
Seit seinem Karriereende 2004 arbeitet Machtlinger als Motorrad-Instruktor im ÖAMTC-Fahrtechnikzentrum in Marchtrenk.